# 美澤進
美澤 進（みさわ すすむ、1849年12月24日（嘉永2年11月10日） - 1923年（大正12年）9月16日）は日本の教育者。Ｙ校の愛称で知られる横浜商法学校の初代校長であり、死没するその日まで同職を40年以上勤め続けた。字は業卿。

## 生涯
備中国三沢村（後の岡山県高梁市川上町三沢）の生まれ。遠祖は宇多源氏とされる。父・三村繁八郎、母・於美津の6人兄弟の長男で幼名を徳太郎という。実家は代々庄屋を務めて酒造りを行い、成羽藩藩外の豪士として名字帯刀を許された家柄であったが、家業の酒造りの失敗や父と叔父による鉱山投資の失敗で貧困に喘いでいた。美澤は学問での立身を志し、満12歳の1862年（文久2年）に興譲館へ入学。阪谷朗廬の下で儒学を修める一方で永祥寺へも通い禅につとめた。1868年（明治元年）の興譲館卒業後は家に帰り、同年姓を美澤へと改める。1872年（明治5年）には母親に「成羽へ芝居見物に行く」と嘘をつき上京。かつて永祥寺に寄宿し美澤と面識のあった元新見藩家老・新海義胤を訪ね書生となった。8月、福沢諭吉の慶應義塾と並び称された洋学塾の双璧、箕作秋坪の三叉学舎に入学。その後1875年（明治8年）1月には箕作の許しを経て慶應義塾に転じた。
1878年（明治11年）、29歳の年に慶應義塾を卒業すると、三菱商業学校校長の森下岩楠に聘せられ同校で英語を教授した。1881年（明治14年）にその職を辞したのち、翌年には横浜商法学校創立に際して福澤諭吉の推挙で校長に就任。開校は1882年（明治15年）3月20日で美澤はこの時32歳であった。ところが美澤を含め5名の教員に対し、当初の入学生は僅かに4名。当時5年間の商業専門教育を受けようという学生はまだ少なく、急遽夜学で修業年数２年の速成科が開設されることとなって、結果14名が入学した。こうして始まった横浜商法学校だったが、当時の横浜には小学校卒業後に進む上級学校が他に無かったこともあり、徐々に商家の子弟以外も集まり横浜を代表する学校となっていった。
美澤の授業の思い出でよく挙げられるのは「天は自ら助くる者を助く」の序文で有名なサミュエル・スマイルズの自助論（Self-Help）である。美澤はこれを原書で朗読した上でその内容を論じた。Y校のYの徽章が制定されたのは1891～1892年の頃で、これも美澤自身のアイデアだった。
1923年（大正12年）9月1日、関東大震災で校舎の大部分が壊滅。美澤は横浜の復興は一日も早い授業の再開から成るとし、校庭に建てられた仮テントで連日夜遅くまで指揮を執った。その甲斐もあって横浜商法学校は横浜中で最も早い9月15日より授業再開となったが、その当日脳溢血で昏睡状態となり、翌日9月16日の14時30分、73年の生涯を閉じた。翌年の1924年9月28日には大規模な校葬が執り行われ、校歌合唱と校訓十則朗読の中、多くの教え子とその父兄、また市民ら計一千余名に見送られた。従五位、勲五等瑞宝章受章。
慶應義塾の一年後輩で後に総理大臣も務めた犬養毅によると「美澤先生が来ると話はきまって卒業生の自慢。皆自分の子か孫だと思っている」とのことで、その校葬は一学校長としては福沢諭吉の葬儀以来の荘厳かつ盛大なものだったと語っている。美澤は生前、山高帽、フロックコートにこうもり傘のスタイルで一年中通しており、Y校の教え子達が編纂した追悼誌『美沢先生』の表紙にはその懐かしい姿が描かれた。

## 人物評
慶應義塾長も務めた小泉信三は美澤の親戚であり、父を早くに亡くしていた信三は少年時代、夏の時期を美澤家で過ごすことが多かった。成人した信三が結婚する際の媒酌人を務めたのも美澤夫妻である。
「天才ではなく極めて平凡な人」と美澤を評した信三は、多くの生徒に感化を与えられた理由を誠実そのものな美澤の人柄だと語った。

## 顕彰施設
- 高梁市川上総合学習センター